# Sportclub Preußen 06 Münster 1995-1996
Questa voce raccoglie le informazioni riguardanti lo Sportclub Preußen 06 Münster nelle competizioni ufficiali della stagione 1995-1996.

## Stagione
Nella stagione 1995-1996 il Preussen Münster, allenato da Fritz Bischoff, Bernd Kipp e Alfons Weusthof, concluse il campionato di Regionalliga ovest-sudovest al 9º posto.

## Rosa
| N. |                     | Ruolo | Calciatore        |
| -- | ------------------- | ----- | ----------------- |
| 2  | Germania (bandiera) | D     | Timo Kemming      |
| 4  | Germania (bandiera) | D     | Olaf Buschkötter  |
| 7  | Germania (bandiera) | C     | Reinhard Geise    |
|    | Germania (bandiera) | P     | Thomas Krause     |
|    | Germania (bandiera) | P     | Daniel Thihatmar  |
|    | Germania (bandiera) | P     | Dirk Winter       |
|    | Germania (bandiera) | D     | Dirk Böcker       |
|    | Germania (bandiera) | D     | Christian Bouhier |
|    | Germania (bandiera) | D     | Raphael Gebker    |
|    | Germania (bandiera) | D     | Jürgen Hummelt    |
|    | Germania (bandiera) | D     | Esad Kuhinja      |
|    | Germania (bandiera) | D     | Thomas Langbein   |
|    | Germania (bandiera) | D     | Matthias Sellmann |
|    | Germania (bandiera) | D     | Thomas Weissen    |
|    | Germania (bandiera) | D     | Boris Wellermann  |

| N. |                     | Ruolo | Calciatore         |
| -- | ------------------- | ----- | ------------------ |
|    | Germania (bandiera) | C     | Tobias Frank       |
|    | Germania (bandiera) | C     | Roland Klein       |
|    | Germania (bandiera) | C     | Marco Laukötter    |
|    | Germania (bandiera) | C     | Martin Roling      |
|    | Germania (bandiera) | C     | Claudius Schudzik  |
|    | Germania (bandiera) | C     | Jürgen Serr        |
|    | Germania (bandiera) | C     | Heino van den Berg |
|    | Germania (bandiera) | A     | Lars Anfang        |
|    | Germania (bandiera) | A     | Fred Klaus         |
|    | Germania (bandiera) | A     | Uwe Leifeld        |
|    | Angola (bandiera)   | A     | Miguel Pereira     |
|    | Germania (bandiera) | A     | Dirk Schmelting    |
|    | Germania (bandiera) | A     | Werner Schmitz     |
|    | Germania (bandiera) | A     | Hans Silkenbäumer  |
|    | Germania (bandiera) | A     | Thomas Wich        |

## Organigramma societario
Area tecnica
- Allenatore: Alfons Weusthof
- Allenatore in seconda:
- Preparatore dei portieri:
- Preparatori atletici:
- Analisi video:

## Calciomercato

### Sessione estiva
| Acquisti | Acquisti          | Acquisti   | Acquisti |
| R.       | Nome              | da         | Modalità |
| -------- | ----------------- | ---------- | -------- |
| D        | Christian Bouhier | Verl       |          |
| C        | Ansgar Brinkmann  | Magonza    |          |
| C        | Reinhard Geise    | Gütersloh  |          |
| A        | Fred Klaus        | Osnabrück  |          |
| A        | Miguel Pereira    | Schalke 04 |          |

| Cessioni | Cessioni           | Cessioni         | Cessioni |
| R.       | Nome               | a                | Modalità |
| -------- | ------------------ | ---------------- | -------- |
| D        | André Bertelsbeck  | Bocholt          |          |
| D        | Mark Bördeling     | Erkenschwick     |          |
| C        | Thomas Fraundörfer | Eintracht Rheine |          |

### Sessione invernale
| Acquisti | Acquisti | Acquisti | Acquisti |
| R.       | Nome     | da       | Modalità |
| -------- | -------- | -------- | -------- |

| Cessioni | Cessioni         | Cessioni  | Cessioni |
| R.       | Nome             | a         | Modalità |
| -------- | ---------------- | --------- | -------- |
| C        | Ansgar Brinkmann | Gütersloh |          |

## Risultati

### Regionalliga ovest-sudovest

#### Girone di andata
| Arbitro: | Buchkremer |

|                         |           |           |
| Serr 59’, 90’ Geise 77’ | Marcatori | 61’ Milde |

| Arbitro: | Willems |

|           |           |  |
| Czakon 9’ | Marcatori |  |

| Arbitro: | Haupt |

|                                           |           |                                  |
| Brinkmann 36’ Serr 41’ (rig.), 54’ (rig.) | Marcatori | 50’ Schepers 75’ Jansen 90’ Kirn |

| Arbitro: | Insam |

|                                                                |           |              |
| Knobloch 26’, 77’, 81’ Goumai 37’, 58’ Nemsadze 52’ Behlil 89’ | Marcatori | 7’, 88’ Serr |

| Arbitro: | Fandel |

|                 |           |           |
| Serr 57’ (rig.) | Marcatori | 29’ Roege |

| Arbitro: | Clemens |

|           |           |                     |
| Weber 51’ | Marcatori | 29’, 76’ Schmelting |

| Arbitro: | Kortholt |

|                                                  |           |  |
| Klaus 11’ Kellermann 50’ (aut.) Leifeld 58’, 75’ | Marcatori |  |

| Oberhausen 3 settembre 1995, ore 15:00 CEST 8ª giornata | RW Oberhausen | 0 – 0 referto | Preußen Münster | Niederrheinstadion (3 600 spett.)\| Arbitro: \| Wack \| |
| Arbitro:                                                | Wack          |               |                 |                                                         |

| Arbitro: | Fischer |

|                                                          |           |  |
| Hastrich 53’ (aut.) Klaus 60’, 67’ Serr 76’ Sellmann 80’ | Marcatori |  |

| Arbitro: | Schütz |

|                                  |           |  |
| Dočev 63’ Vandas 85’ Hecking 86’ | Marcatori |  |

| Arbitro: | Leimert |

|                 |           |            |
| Serr 57’ (rig.) | Marcatori | 18’ Wuckel |

| Arbitro: | Webers |

|                                 |           |               |
| Ramadani 73’ Thömmes 90’ (rig.) | Marcatori | 15’ Brinkmann |

| Arbitro: | Aust |

|                |           |                   |
| Schmelting 63’ | Marcatori | 52’ Götz 71’ Musa |

| Arbitro: | Thiemer |

|                    |           |  |
| Flausse 74’ (rig.) | Marcatori |  |

| 29 ottobre 1995 15ª giornata |  | – turno di riposo |  |  |

| Arbitro: | Weber |

|                     |           |  |
| Geise 78’ Klaus 89’ | Marcatori |  |

| Arbitro: | Schräer |

|                  |           |                 |
| Bettenstaedt 79’ | Marcatori | 43’ (rig.) Serr |

| Arbitro: | Funken |

|          |           |           |
| Serr 19’ | Marcatori | 69’ Peter |

| Arbitro: | Orde |

|                            |           |                                          |
| Lutz 77’ (rig.) Karaca 90’ | Marcatori | 25’, 75’ Leifeld 44’, 63’ Serr 64’ Klaus |

#### Girone di ritorno
| Arbitro: | Szukat |

|                                                        |           |                     |
| Silberbach 25’ Gumprecht 27’ Katriniok 66’ Hasecke 80’ | Marcatori | 15’ Serr 69’ Böcker |

| Arbitro: | Schweitzer |

|                                       |           |                                   |
| Leifeld 13’ Emig 25’ (aut.) Klaus 80’ | Marcatori | 27’ Zimmermann 68’ (rig.) Langers |

| Arbitro: | Webers |

|  |           |                                  |
|  | Marcatori | 15’ Schmitz 49’ Leifeld 89’ Serr |

| Münster 1º maggio 1996, ore 15:00 CEST 23ª giornata | Preußen Münster | 0 – 0 referto | Homburg | Preußenstadion (1 100 spett.)\| Arbitro: \| Jansen \| |
| Arbitro:                                            | Jansen          |               |         |                                                       |

| Arbitro: | Albers |

|                        |           |                 |
| Feinbier 6’ Frings 84’ | Marcatori | 89’ Buschkötter |

| Arbitro: | Fandel |

|                     |           |  |
| Serr 5’ Leifeld 64’ | Marcatori |  |

| Arbitro: | Schweitzer |

|               |           |           |
| Ritz 33’, 57’ | Marcatori | 77’ Klaus |

| Münster 16 marzo 1996, ore 15:00 CET 27ª giornata | Preußen Münster | 0 – 0 referto | RW Oberhausen | Preußenstadion (1 800 spett.)\| Arbitro: \| Insam \| |
| Arbitro:                                          | Insam           |               |               |                                                      |

| Arbitro: | Wack |

|           |           |                                       |
| Adams 49’ | Marcatori | 31’, 65’ Silkenbäumer 39’ Buschkötter |

| Arbitro: | Kinhöfer |

|                                  |           |  |
| Klaus 43’ (rig.), 88’ Gebker 49’ | Marcatori |  |

| Essen 8 aprile 1996, ore 18:00 CEST 30ª giornata | Rot-Weiss Essen | 0 – 0 referto | Preußen Münster | Georg-Melches-Stadion (7 566 spett.)\| Arbitro: \| Hotop \| |
| Arbitro:                                         | Hotop           |               |                 |                                                             |

| Arbitro: | Wicht |

|            |           |  |
| Gebker 76’ | Marcatori |  |

| Arbitro: | Clemens |

|  |           |                     |
|  | Marcatori | 42’ Geise 58’ Klaus |

| Arbitro: | Thiemer |

|             |           |             |
| Schmitz 66’ | Marcatori | 16’ Flausse |

| 5 maggio 1996 34ª giornata |  | – turno di riposo |  |  |

| Arbitro: | Werthmann |

|                                                     |           |             |
| Meyer 14’ (rig.), 59’ van der Ven 23’ Brinkmann 66’ | Marcatori | 48’ Leifeld |

| Arbitro: | Fischer |

|                          |           |                 |
| Langbein 39’ Leifeld 80’ | Marcatori | 48’, 88’ Matena |

| Arbitro: | Fandel |

|                     |           |  |
| Vasak 20’ Peter 45’ | Marcatori |  |

| Arbitro: | Dardenne |

|                       |           |                        |
| Geise 62’ Leifeld 65’ | Marcatori | 72’ (rig.), 88’ Karaca |

## Statistiche

### Statistiche di squadra
| Competizione                | Punti | In casa | In casa | In casa | In casa | In casa | In casa | In trasferta | In trasferta | In trasferta | In trasferta | In trasferta | In trasferta | Totale | Totale | Totale | Totale | Totale | Totale | DR  |
| Competizione                | Punti | G       | V       | N       | P       | Gf      | Gs      | G            | V            | N            | P            | Gf           | Gs           | G      | V      | N      | P      | Gf     | Gs     | DR  |
| --------------------------- | ----- | ------- | ------- | ------- | ------- | ------- | ------- | ------------ | ------------ | ------------ | ------------ | ------------ | ------------ | ------ | ------ | ------ | ------ | ------ | ------ | --- |
| Regionalliga ovest-sudovest | 51    | 18      | 8       | 9       | 1       | 35      | 16      | 18           | 5            | 3            | 10           | 24           | 33           | 36     | 13     | 12     | 11     | 59     | 49     | +10 |
| Totale                      | 51    | 18      | 8       | 9       | 1       | 35      | 16      | 18           | 5            | 3            | 10           | 24           | 33           | 36     | 13     | 12     | 11     | 59     | 49     | +10 |

### Andamento in campionato
| Giornata  | 1 | 2 | 3 | 4  | 5  | 6 | 7 | 8 | 9 | 10 | 11 | 12 | 13 | 14 | 15 | 16 | 17 | 18 | 19 | 20 | 21 | 22 | 23 | 24 | 25 | 26 | 27 | 28 | 29 | 30 | 31 | 32 | 33 | 34 | 35 | 36 | 37 | 38 |
| --------- | - | - | - | -- | -- | - | - | - | - | -- | -- | -- | -- | -- | -- | -- | -- | -- | -- | -- | -- | -- | -- | -- | -- | -- | -- | -- | -- | -- | -- | -- | -- | -- | -- | -- | -- | -- |
| Luogo     | C | T | C | T  | C  | T | C | T | C | T  | C  | T  | C  | T  |    | C  | T  | C  | T  | T  | C  | T  | C  | T  | C  | T  | C  | T  | C  | T  | C  | T  | C  |    | T  | C  | T  | C  |
| Risultato | V | P | N | P  | N  | V | V | N | V | P  | N  | P  | P  | P  |    | V  | N  | N  | V  | P  | V  | V  | N  | P  | V  | P  | N  | V  | V  | N  | V  | V  | N  |    | P  | N  | P  | N  |
| Posizione | 3 | 8 | 7 | 13 | 13 | 9 | 6 | 7 | 3 | 8  | 8  | 9  | 11 | 12 | 12 | 10 | 10 | 10 | 10 | 10 | 10 | 8  | 8  | 10 | 9  | 10 | 9  | 9  | 8  | 9  | 8  | 7  | 7  | 7  | 7  | 9  | 9  | 9  |

Legenda:

Luogo: C = Casa; T = Trasferta. Risultato: V = Vittoria; N = Pareggio; P = Sconfitta.

### Statistiche dei giocatori
| L. Anfang       | 4  | 0  | 0  | 0 |
| C. Bouhier      | 22 | 0  | 3  | 0 |
| A. Brinkmann    | 13 | 2  | 3  | 2 |
| O. Buschkötter  | 34 | 2  | 3  | 0 |
| D. Böcker       | 22 | 1  | 2  | 0 |
| T. Frank        | 11 | 0  | 0  | 0 |
| R. Gebker       | 11 | 2  | 2  | 1 |
| R. Geise        | 31 | 4  | 8  | 0 |
| J. Hummelt      | 2  | 0  | 0  | 0 |
| T. Kemming      | 28 | 0  | 11 | 0 |
| F. Klaus        | 35 | 10 | 2  | 0 |
| R. Klein        | 1  | 0  | 0  | 0 |
| T. Krause       | 15 | 0  | 1  | 2 |
| E. Kuhinja      | 0  | 0  | 0  | 0 |
| T. Langbein     | 31 | 1  | 8  | 2 |
| M. Laukötter    | 3  | 0  | 1  | 0 |
| U. Leifeld      | 31 | 10 | 5  | 0 |
| M. Pereira      | 5  | 0  | 0  | 0 |
| M. Roling       | 5  | 0  | 0  | 0 |
| D. Schmelting   | 17 | 3  | 0  | 0 |
| W. Schmitz      | 31 | 2  | 7  | 1 |
| C. Schudzik     | 3  | 0  | 1  | 0 |
| M. Sellmann     | 30 | 1  | 4  | 0 |
| J. Serr         | 29 | 16 | 7  | 1 |
| H. Silkenbäumer | 2  | 2  | 0  | 0 |
| D. Thihatmar    | 1  | 0  | 0  | 0 |
| T. Weissen      | 13 | 0  | 0  | 0 |
| B. Wellermann   | 9  | 0  | 0  | 0 |
| T. Wich         | 0  | 0  | 0  | 0 |
| D. Winter       | 22 | 0  | 0  | 0 |
| H. van den Berg | 25 | 0  | 4  | 0 |